# Röhrbach (Reiherbach)
Der Röhrbach ist ein 3,3 km langes orografisch linkes Nebengewässer des Reiherbaches in Nordrhein-Westfalen, Deutschland.

## Flussverlauf
Der Röhrbach entspringt westlich des Bielefelder Ortsteils Windflöte am Rande des Naturschutzgebietes Reiher- und Röhrbach und fließt der Abflachung des Teutoburger Waldes folgend in südwestliche Richtung ab. Nachdem der Bach das aus Feuchtwiesen und Laubwald bestehende Schutzgebiet durchflossen hat, verlässt er das Bielefelder Stadtgebiet und betritt die Gemarkung der Stadt Gütersloh, deren Ortsteil Friedrichsdorf er im Norden tangiert. An einem rund 250 Meter langen Teilstück bildet er dort auch die Kreisgrenze.
Zwischen Friedrichsdorf und Avenwedde führt das Gewässer daraufhin durch typische Parklandschaft und mündet nördlich von Avenwedde in den Reiherbach. Der Röhrbach überwindet während seiner Fließstrecke einen Höhenunterschied von 10 Metern, somit ergibt sich ein mittleres Sohlgefälle von 3,0 ‰.